# Dirk Ayelt Kooiman
Dirk Ayelt Kooiman (* 3. Januar 1946 in Amsterdam; † 2. Oktober 2018 ebenda) war ein niederländischer Schriftsteller.

## Leben
Kooiman wurde 1946 als Sohn eines Theologen in Amsterdam geboren und wuchs dort auf. Dort studierte er auch Philosophie und Geschichte. 1968 gründete er die Zeitschrift „Soma“ mit und war deren Herausgeber. Nachdem die Zeitschrift 1972 eingestellt worden war, gründete Kooiman gemeinsam mit dem niederländischen Schriftsteller Thomas Graftdijk 1974 das Literaturmagazin „De Revisor“ und arbeitete bis 1993 als dessen Redakteur.
1971 erschien mit Manipulationen Kooimans erstes Buch mit Erzählungen. 1973 veröffentlichte Kooiman den Roman Eine Romanze. Sein bekanntestes Buch ist der dokumentarische Roman Montyn aus dem Jahr 1982, in dem Kooiman das Leben des Grafikers Jan Montyn schilderte. Montyn kämpfte während des Zweiten Weltkriegs an der Seite der Deutschen. Das Buch erschien 2006 in deutscher Sprache.
Kooiman schrieb außerdem mehrere Drehbücher, darunter auch für die Verfilmung von György Konráds Roman Der Besucher.

## Werk
Kooiman gilt als einer der bedeutendsten Vertreter des „Akademismus“, der die konstruierte Künstlichkeit der Literatur betont. Kooimans Hauptfiguren sind oft Männer, die sich selbst und ihre Beziehung zur Realität als problematisch empfinden. Zweifel und Unsicherheit sind steter Bestandteil ihres Lebens. In seinen Büchern spielte Kooiman mit der Zeit und verschiedenen narrativen Perspektiven, um die Entfremdung seiner Charaktere zu betonen.

## Auszeichnungen
- 1977 Lucy B. en C.W. van der Hoogtprijs  für De grote stilte

## Werke
- Manipulaties. 1971
- Een romance. 1973
- Souvenirs. 1974
- De grote stilte. 1975
- De schrijver droomt. 1976
- Carrière. 1978
- Niets gebeurt. 1979
- De vertellingen van een verloren dag. 1980
- Montyn. 1982
  - dt. Montyn. Aus dem Niederländischen übersetzt von Stefan Häring. Reclam Leipzig, Stuttgart 2006, ISBN 978-3-379-00840-2
- De afwezige. 1990
- De terugkeer. 1996
- Victorie. 2001
- Oefenen in ontsnappen. 2007
- Het geheim van Carmen. 2013